# Huta Rakyat
Huta Rakyat is een bestuurslaag in het regentschap Dairi van de provincie Noord-Sumatra, Indonesië. Huta Rakjat telt 6225 inwoners (volkstelling 2010).